# Wszechkozacki Związek Rolniczy
Wszechkozacki Związek Rolniczy (ros. Общеказачий Сельскохозяйственный Союз) – emigracyjna kozacka organizacja o charakterze kombatanckim i społeczno-kulturalnym w różnych krajach Europy działająca od 1921 r.
Wszechkozacki Związek Rolniczy został założony w Konstantynopolu w 1921 r., po ewakuacji resztek wojsk białych z Krymu na półwysep Gallipoli. Wkrótce jego kierownictwo na czele z gen. Władimirem I. Sidorinem przeniosło się do Bułgarii. Zagraniczne oddziały powstały w Serbii, Czechosłowacji, Francji i innych krajach. Organizacja weszła w skład Związku Odrodzenia Kozactwa. Organem prasowym było wydawane w Paryżu pismo "Казачий путь" (przemianowane w 1927 r. na "Путь казачества"). 
Związek zajmował wrogie stanowisko w stosunku do Rosyjskiego Związku Ogólnowojskowego (ROWS) i monarchistycznych organizacji rosyjskiej białej emigracji. 
Jego głównym celem w początkowym okresie działalności było osiedlenie b. kozackich żołnierzy głównie w Bułgarii i Czechosłowacji oraz pomoc w znalezieniu im pracy. Później Związek rozwinął działalność kulturalno-społeczną i samopomocową, a także pielęgnował tradycje kozackiej wojskowości.